# 湯健明
湯健明（1945年9月1日—），台北市私立強恕高級中學、中國文化大學新聞學系、中國文化大學中美關係研究所碩士班畢業，1976年進入中國電視公司新聞部，曾任中視記者、中視新聞部採訪組組長、中視新聞部經理、中視副總經理、台北國際衛星電視網總經理、大愛電視總監，現任慈濟傳播人文志業基金會永續發展委員會主任委員。

## 生平
中國文化大學新聞學系畢業後，湯健明先赴美國就讀密蘇里大學新聞學院，返回台灣後就讀中國文化大學中美關係研究所碩士班畢業。1976年，湯健明在當年同班同學蔣孝武引薦下進入中視新聞部，從主跑外交及文教線的記者做起。
1979年9月10日，台大醫院進行男性三腿坐骨連體嬰張忠仁、張忠義的分割手術，中視新聞在手術室內設置臨時主播檯錄影報導手術實況，播報員是時任中視醫藥記者的湯健明。1983年，湯健明以〈泰北之行特別報導〉獲頒第18屆金鐘獎電視採訪獎。1984年，湯健明當選第二十二屆中華民國十大傑出青年。1989年，湯健明擔任中視社教節目《飛躍最高點》第一季主持人（第二季主持人是崔慈芬）。
1990年5月4日，中視新聞雜誌節目《90分鐘》縮短長度為60分鐘，改名為《60分鐘》，湯健明擔任執行製作與主持人。1990年7月20日，中視發布人事命令，時任新聞部製作組組長的湯健明調任新聞部體育組組長。湯健明曾主持中視兩個體育節目：《大運動場》、《體壇風雲》。
大約1996年，湯健明參加慈濟基金會歲末祝福，這是他第一次接觸慈濟，他聆聽證嚴法師開示時不自覺地淚流滿面，當天晚上他就皈依慈濟。
1997年1月30日，中視總經理江奉琪與象山集團董事長江道生簽約，中視與木喬傳播合資成立中視衛星，湯健明等9人擔任中視衛星董事。1997年7月香港回歸，湯健明帶隊遠赴香港作現場連線報導；1999年9月921大地震，湯健明帶隊在災情慘重的南投縣中寮鄉作現場連線報導。
1998年，慈濟大愛電視台（大愛電視前身）成立那年，湯健明跑去向證嚴法師拜年問安，證嚴法師送給他「無求」二字。2004年中華民國總統選舉，湯健明從美國返回台灣投票，證嚴法師見到他時忍不住說了句「人家都說『有事，弟子服其勞』」；湯健明聽出證嚴法師未說出口的意思，返回美國安頓好妻小，離開中視，轉入大愛電視，成為大愛電視第四任總監（第一至三任總監為熊、張平、姚仁祿）。
2016年5月10日，湯健明接任慈濟傳播人文志業基金會永續發展委員會主任委員，慈濟傳播人文志業基金會副執行長葉樹姍兼任大愛電視總監。